# Kebero
Kebero es un tambor cónico de dos cabezas, utilizado en la música tradicional de Eritrea y Etiopía. Un trozo de piel de animal se estira sobre cada extremo, formando así un membranófono. Una versión de mayor tamaño se utiliza en la música litúrgica de la Iglesia ortodoxa etíope, mientras que las versiones más pequeñas se utilizan en celebraciones seculares.